# Sadler
Sadler är en ort i Grayson County i delstaten Texas, USA.